# Raúl (La democracia desde adentro)
 Raúl (La democracia desde adentro) es una película documental de Argentina filmada en colores dirigida por Juan Baldana y Christian Rémoli sobre el guion de Gustavo Dejtiar que se estrenó el 9 de diciembre de 2019 y es la primera película del género sobre la figura de Raúl Ricardo Alfonsín, el presidente que fue elegido en 1983 al finalizar la dictadura que gobernaba el país desde 1976.

## Sinopsis
Abogado, padre de seis hijos, asmático, reconocido -más allá del color partidario- por su testimonio ético en una época que está impregnada en la memoria de cada argentino, repasa la vida de Raúl Alfonsín incluyendo voces de familiares, amigos y figuras de la política, imágenes de archivo y varios discursos del propio biografiado.

## Críticas
Pablo Arahuete en el sitio cinefreaks.net opinó:

"...es rescatable una poética subyacente como la de los grafitis que se van escribiendo como viñetas y capítulos de la historia de Alfonsín, así como el mural que se va construyendo a fuerza de colores y figuras simbólicas....Para sintetizar no hay mejor contraste que...su...promesa de Justicia cumplida y que torciese para siempre al brazo militar con el fiel de la balanza hacia el lado de la sociedad argentina y...la de Campo de Mayo y el copamiento del Regimiento en La Tablada, eventos donde el Presidente Alfonsín puso primero el cuerpo, luego su capacidad de conciliador pero con el objetivo de evitar derramamiento de sangre entre argentinos. Cuando se vea el documental en perspectiva; cuando se tome conciencia de la complejidad que hubo que manejar con la latente amenaza de la desestabilización constante, y el peligro de la pérdida de la Democracia, seguramente se entienda porqué hoy se lucha por lo mismo y se pierde en la lucha por lo mismo."

Jesica Johanna Taranto escribió:

”...comienza con las raíces de la figura del radicalismo. Chascomús como el lugar de donde salió y al que siempre vuelve. ...Se agrega...como una especie de hilo conductor la creación de un mural artístico con su rostro. Entre los testimonios conseguidos están los de sus familiares, como su nieta y su hijo, pero también de políticos como Carlos Menem, Aldo Rico y Hugo Moyano, entre otros. No obstante la voz que prevalece es la del propio Alfonsín, a través de su oralidad." 